# Трибрахидиум
Трибрахи́диум (лат. Tribrachidium heraldicum) — представитель эдиакарской фауны, живший 560—555 миллионов лет назад.

## История открытия
Первые отпечатки трибрахидиума были найдены в Южной Австралии и описаны Мартином Гласснером в 1959 году.
Позже их обнаружили в отложениях на Белом Море и в Подолье.

## Описание

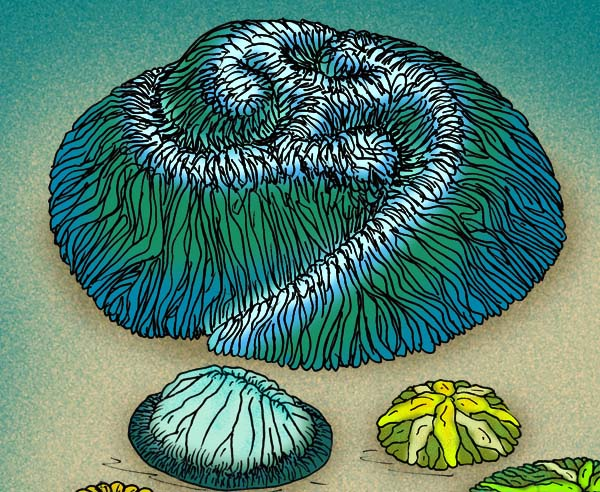
Tribrachidium heraldicum в представлении художника

В переводе с латыни название этого животного означает «трёхрук геральдический»; такое весьма необычное название трибрахидиум получил за внешнее сходство его негативного отпечатка с трёхлучевой свастикой: на сохранившихся дисковидных отпечатках выделяются три выпуклые образования — три «руки», радиально расходящиеся под равными углами от центра к краям отпечатка и плавно изгибающися в одном направлении, заостряясь к окончаниям. Дистальные части этих «рук» несут многочисленные короткие плотные щупальца, образующие по внешнему краю тела подобие бахромы. В каждом из трёх пространств между выпуклостями — глубоких крючковидно изогнутых углублениях — находится т. н. «булла» — небольшой приподнятый участок, отходящий от каждой «руки», от её выгнутой стороны, к соседней «руке» и почти касающийся своим концом её вогнутой части. Также между «р ук» располагаются многочисленные тонкие, длинные, прямые или слегка искривлённые валики. В центре между «руками» можно заметить небольшую Y-образную бороздку.

## Морфология и предполагаемый образ жизни
Как и для большинства эдиакарских ископаемых, интерпретация трибрахидиума весьма затруднительна. Исходя из характера отпечатков, однозначно можно утверждать только лишь то, что в целом животное имело куполообразную форму, а также то, что оно, по-видимому, не имело наружного или внутреннего скелета (скелет у животных вообще появился только к самому концу эдиакария и получил широкое распространение в следующем периоде, кембрии). Остальные особенности строения животного представляют собой догадки. Так, принято полагать, что спирально закрученные «руки», представляющие сеть ветвящихся бороздок — это остатки каналов пищеварительной системы; изогнутые углубления между ними могли образоваться вследствие провалов грунта над сдавленными внутренними мешками в теле животного, которые могли иметь отношение к половой системе. Многочисленные тонкие валики между «руками» часто интерпретируют как бороздки на наружной поверхности тела животного, в которых могли располагаться пищесобирающие реснички. Предполагается, что эти реснички улавливали из воды мелкие органические частицы и перегоняли их к центру, где, как представляется, располагался рот или же три рта. Отсюда делается вывод о том, что трибрахидиум вёл донный сидячий образ жизни и даже был прикреплённым организмом. Тело трибрахидиума, вероятно, было прозрачно-студенистым, медузообразным, но его организация во многом зависит от родства животного с таксономическими группами, вызывающего в научной среде недоумения и споры.

## Систематическое положение
Наиболее вероятными типами, к которым может относиться трибрахидиум, являются стрекающие и иглокожие. Выдвигались также версии о принадлежности животного к линяющим или губкам. Однако трёхлучевая симметрия трибрахидиума является камнем преткновения в этом вопросе: такую симметрию не имеет ни одно из ныне существующих животных, известных науке. Однако, трибрахидиум не одинок в своей особенности: альбумарес (Albumares), анфеста (Anfesta), скиннера (Skinnera), трифориллония (Triforillonia) и некоторые другие эдиакарские организмы также оказались трёхлучевыми; они объединены в тип трилобозоев, положение которого в царстве животных дискуссионно.